# Figline e Incisa Valdarno
Figline e Incisa Valdarno ist eine italienische Gemeinde mit 23.197 Einwohnern (Stand 31. Dezember 2023) in der Metropolitanstadt Florenz in der Region Toskana.

## Geografie

Lage der Gemeinde in der Metropolitanstadt Florenz

Figline e Incisa Valdarno liegt etwa 20 km südöstlich der Provinz- und Regionalhauptstadt Florenz. Die Gemeinde liegt in der Landschaft des Valdarno superiore (oberes Arnotal) am Arno und im Bistum Fiesole. Das Gebiet des Chianti liegt direkt westlich der Gemeinde.
Die Nachbargemeinden sind Castelfranco Piandiscò (AR), Cavriglia (AR), Greve in Chianti, Reggello, Rignano sull’Arno und San Giovanni Valdarno (AR).

## Geschichte
Die Gemeinde entstand am 1. Januar 2014 durch die Zusammenlegung der vorher selbständigen Gemeinden Figline Valdarno und Incisa in Val d’Arno. In dem Referendum vom 21. und 22. April 2013 stimmten in Figline Valdarno 70,05 % (30,10 % Wahlbeteiligung) für den Zusammenschluss, in Incisa in Val d’Arno 71,55 % (38,19 % Wahlbeteiligung). Das Gesetz zur Fusion der beiden Gemeinden ist das Legge Regionale n.31 vom 18. Juni 2013. Das Rathaus befindet sich in Incisa in Val d’Arno.

## Verkehr
- Der Ort ist über die Anschlussstelle Incisa an die Autobahn A 1 angeschlossen.
- Die Haltestelle Figline Valdarno liegt an der Bahnstrecke Florenz-Arezzo.

## Söhne und Töchter der Gemeinde
- Marsilio Ficino (1433–1499), Humanist und Philosoph